# بيلي سوليفان (ممثل)
بيلي سوليفان (بالإنجليزية: Billy Sullivan)‏ هو ممثل أمريكي، ولد في 18 يوليو 1891 في الولايات المتحدة، وتوفي بنفس المكان في 23 مايو 1946.

## وصلات خارجية
- بيلي سوليفان (ممثل) على موقع IMDb (الإنجليزية)
- بيلي سوليفان (ممثل) على موقع تيرنر كلاسيك موفيز (الإنجليزية)
- بيلي سوليفان (ممثل) على موقع أول موفي (الإنجليزية)
- بيلي سوليفان (ممثل) على موقع قاعدة بيانات الفيلم (الإنجليزية)
- بيلي سوليفان (ممثل) على موقع كينوبويسك (الروسية)